# Cornucopina nupera
Cornucopina nupera är en mossdjursart som beskrevs av Hayward 1981. Cornucopina nupera ingår i släktet Cornucopina och familjen Bugulidae. Inga underarter finns listade i Catalogue of Life.